# Pachyprosopis purnongensis
Pachyprosopis purnongensis är en biart som först beskrevs av Rayment 1928.  Pachyprosopis purnongensis ingår i släktet Pachyprosopis och familjen korttungebin. Inga underarter finns listade i Catalogue of Life.

## Bildgalleri

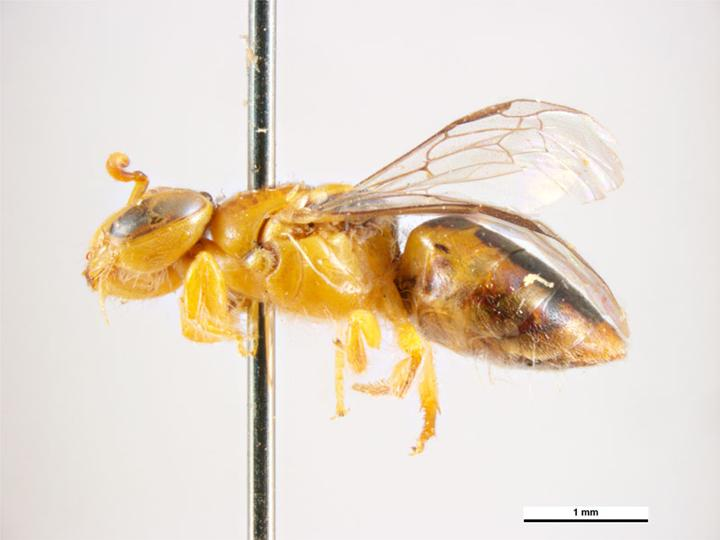
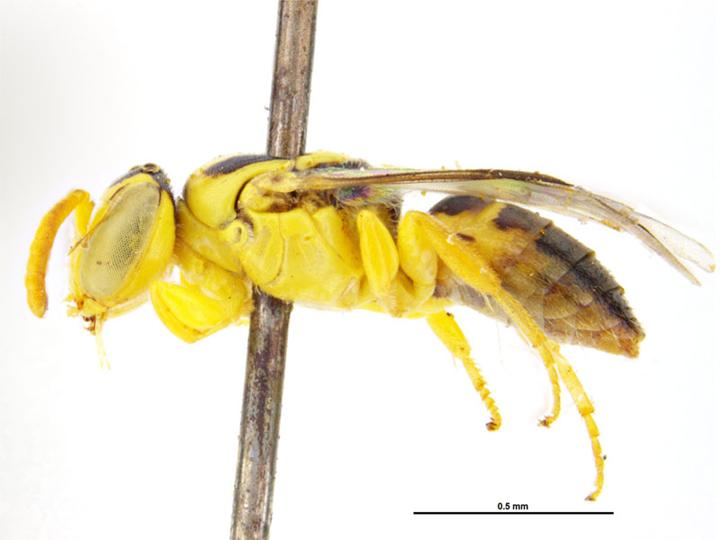